# アメリカ合衆国上院仮議長

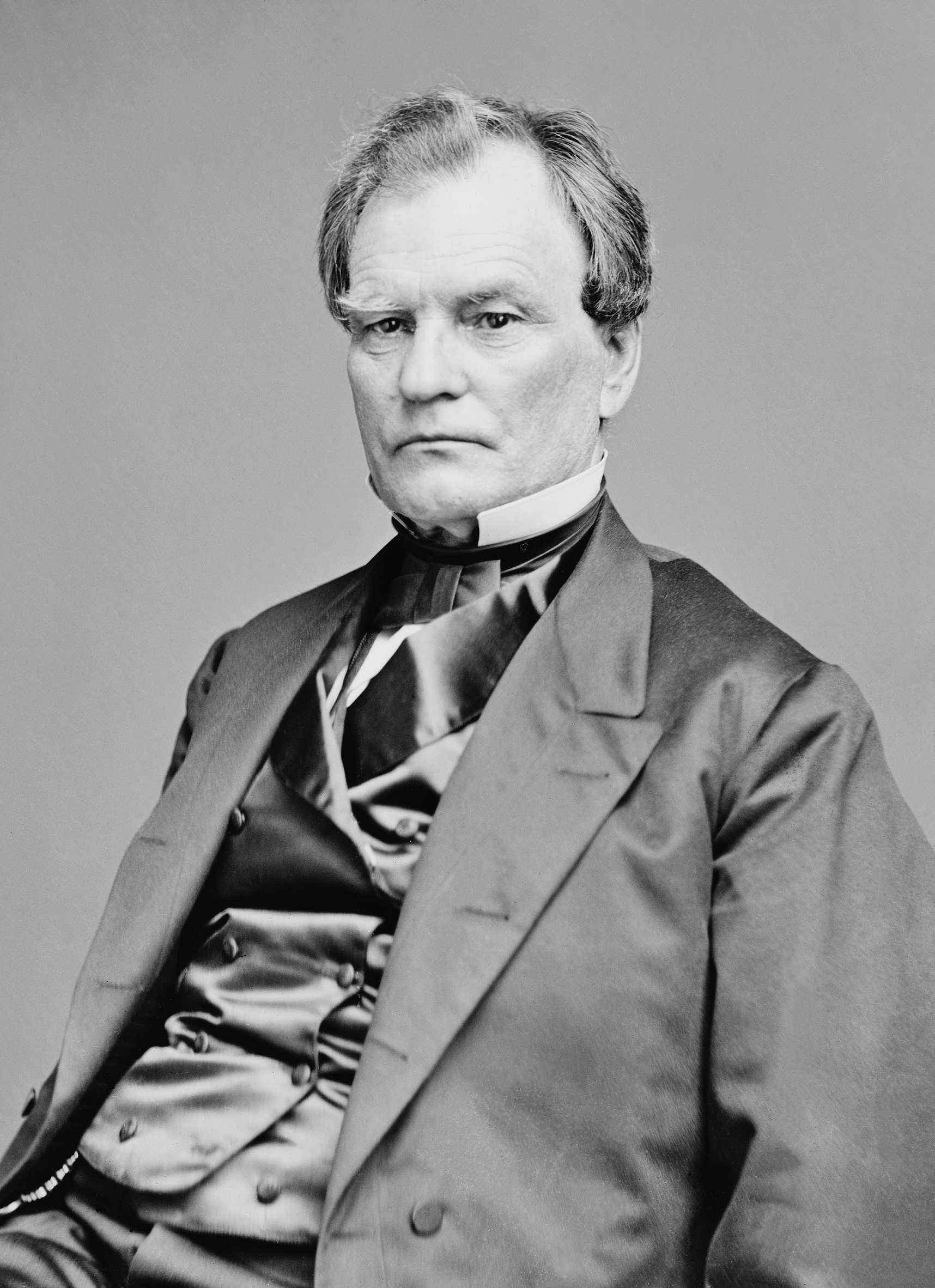
アンドリュー・ジョンソンの弾劾裁判（1868年）後、ベンジャミン・ウェイドは大統領職に最も近づいた人物となった

アメリカ合衆国上院仮議長（アメリカがっしゅうこくじょういんかりぎちょう、英語: President pro tempore of the United States Senate）は、アメリカ合衆国上院第2の高位であり、かつ最上位の上院議員。

## 概要
合衆国憲法第1条第3節4項によれば、上院議長は副大統領が兼務し、可否同数の場合にしか投票できない（議長決裁）ながらも上院で最上級の役職である。
憲法第1条第3節5項では、仮議長は議長（副大統領）ではなく上院が選任すると定めている。慣例では多数党（議員数が同数の場合は副大統領所属政党の側が多数党となる）の最長老議員が仮議長となる。ただし通常は、副大統領も仮議長も議会を主宰することはない。議会を主宰する任務は、一般的に多数党の新米上院議員に委ねられる（上院仮議長代行 Acting President pro tempore）。これは、彼らに議事手続きを学ばせるためである。正議長である副大統領は討論や通常の投票を行うことができないのに対し、仮議長は本会議や所属委員会において一般議員同様に発言権を持ち投票に加わる。
仮議長の大統領継承順位は、副大統領、下院議長に続く第3位である。
「pro tempore（英語式発音IPA: /ˈproʊ ˈtɛmpəˌri/）」はラテン語で「臨時の、一時的な」を意味する。これは、本来仮議長はこれを文字通り必要に応じて臨時に選出する役職だったことに由来し、直訳して臨時議長とも訳される。上院議長たる副大統領はかつては恒常的に上院本会議で議長役をつとめていたので、副大統領が遊説・外遊・病気・その他何らかの理由でこれを果たせない場合、あるいは副大統領が大統領に昇格したり死去して不在になった場合に限って、仮の議長が必要となったわけである。当時は議会の1会期の間に数回にわたってこうした仮の議長が選ばれていたことがあるのもこのためである。仮議長が常任の役職になったのは1890年のことである。意訳として議長代行とも訳され、この場合仮議長代行には「議長代行代理」があてられる。

## 権限と義務
仮議長は、憲法第1条第3節によって権限を付与された、上院の役職である。その地位はいくつかの点において下院議長と同等であるが、仮議長の権限は遥かに限られている。上院では、大半の権限は院内総務と各上院議員とにあるが、副大統領が欠けている間に議会を主宰する役職として、仮議長は特定の任務（議事進行上の問題の裁定など）を果たす権限を付与される。さらに仮議長は、憲法修正第25条に基づき大統領の職務を執行できないとの布告、または大統領の職務を再開できるとの布告が送付されねばならない2人の権威者のうちの1人である（もう1人は下院議長）。
仮議長は副大統領と下院議長に続く、大統領継承順位の第3位に位置する。また、いくつかの会合、諮問会議、委員会など種々の会議における役員の指名、議員奉仕係養成所の共同管理などの任務を帯びている。仮議長は、上院へ上げられる種々の報告（戦争権限法に関する報告など）の受取人であることが、法で定められている。これらの報告の下で、上院仮議長は下院議長と共同で、大統領に議会審議を求めさせることがある。仮議長は委員会等にも所属し、通常は重要な委員会の委員長を兼ねている。また、上院の事務長及び守衛官と共に、上院の規則に沿った上院の建物の利用体制を維持する。

## 歴史
仮議長の職は、1789年にアメリカ合衆国憲法に基づき設置された。初代仮議長は、同年4月6日に選出された。当初は、上院を統轄する副大統領が欠けた場合に、毎日あるいは週単位で仮議長が任命されてきた。1960年代までは副大統領が日々の上院の会議を主宰するのが常であったため、副大統領職が欠けない限りは、仮議長が上院を主宰するのは稀であった。
1891年までは、仮議長は副大統領が職務に復帰するまで、または議会が休会するまで務めるに留まった。1792年から1886年まで、仮議長の大統領継承順位は副大統領の次、下院議長の前に当たる第2位であった。このため、副大統領から昇格して大統領となったアンドリュー・ジョンソンが1868年に弾劾訴追を受けた際は、副大統領が空席だったため仮議長ベンジャミン・ウェイドが大統領継承者順位第1位となった。多くの史家は、下院では容易に可決されたジョンソンの弾劾決議が上院では僅差で否決された大きな理由に、急進主義者のウェイドが大統領となることを多くの上院議員が望んでいなかったことをあげている。仮議長と下院議長は1886年に継承順序から外されたが、1947年に復帰した。だがこの時、仮議長は下院議長の後ろに付いた。
当時の仮議長ウィリアム・P・フライが健康上の理由により辞任した後、進歩的共和党、保守的共和党、民主党に3分された議会は、各々の推す候補が1911年から1913年まで輪番で同職に就くことで妥協した（「アメリカ合衆国上院仮議長 (1911年-1913年)」を参照）。
2023年1月3日からの第118議会では、多数党最先任議員となるダイアン・ファインスタインが仮議長を辞退すると表明したため、多数党において次の先任順となるパティ・マレーが仮議長に選出された。

## 関連する職

### 仮議長代行
法的には仮議長は公務を有するが、職務の性質がありふれたものであるが故に、同職の保持者は副大統領と同様、時が経つにつれて上院を毎日は統轄しなくなっていった。さらに、現在では多数党における最上級の上院議員が仮議長となるのが常であり、また仮議長の者は同職に付随する他の任務と共に、主要な上院委員会における指導的役割を担っている可能性が高い。したがって、現在では仮議長が日々上院を統轄する時間は、過去に比べて少ない。代わりに、多数党の新人上院議員が、仮議長から仮議長代行 (Acting President pro tempore) に任命され上院を日々統轄する。仮議長代行は毎回交代であり、職務を通じて適切な議院運営手続きを学ぶことができる。なお、両会派の議員数が同数である場合は、少数党（仮議長の属さない側の会派）からも仮議長代行が出されることもある。

### 終身仮議長代行
仮議長カール・ヘイデンが病に罹ったため、1963年6月にリー・メトカーフ上院議員が終身仮議長代行 (Permanent Acting President pro tempore) に指名された。この指名には任期が指定されなかったため、メトカーフは1978年に死亡退職するまで同職にあり続けた。

### 仮議長代理

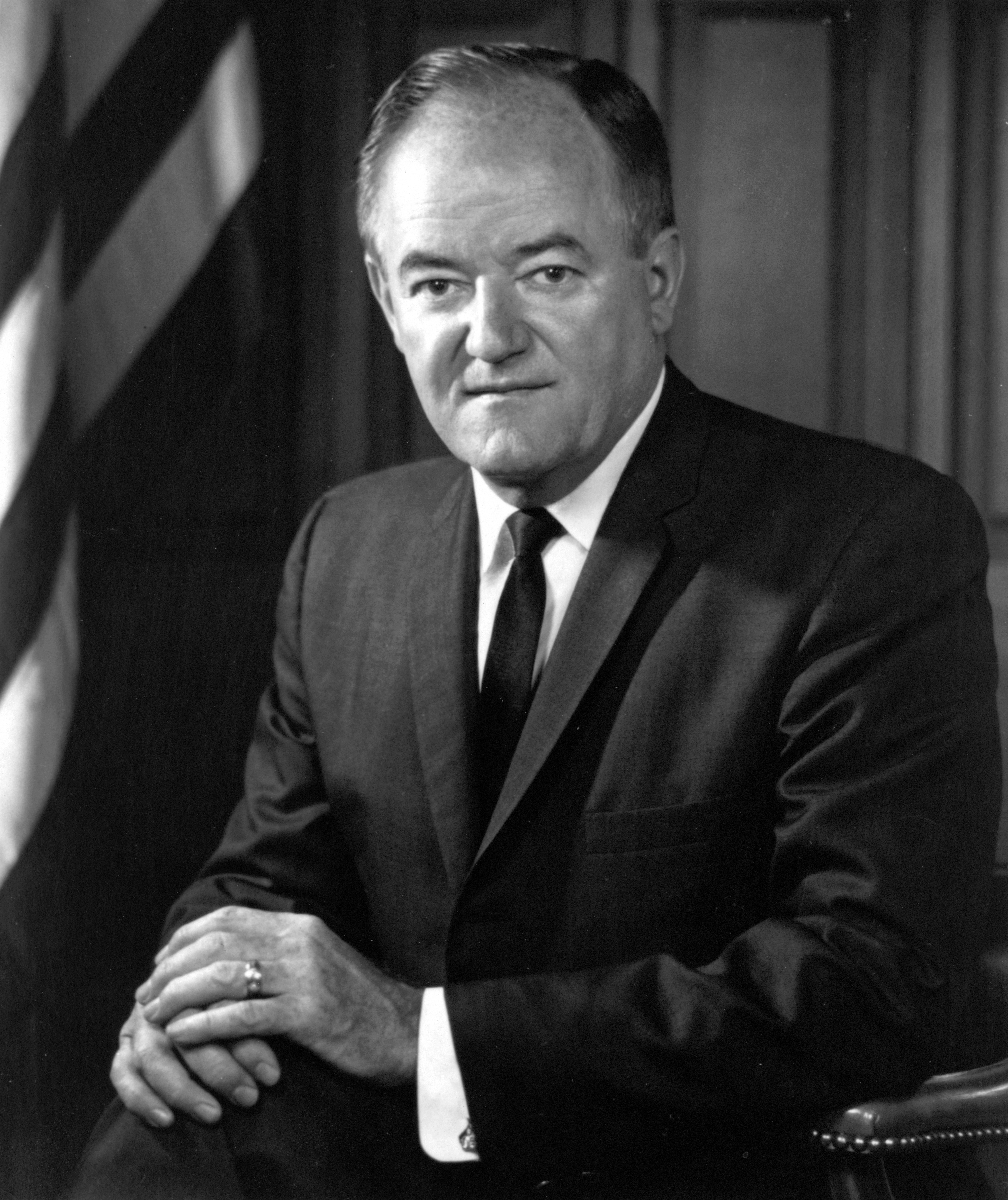
初代仮議長代理ヒューバート・H・ハンフリー（1977年-1978年）

儀礼的な職たる仮議長代理 (Deputy President pro tempore) は、上院多数党院内総務になり損ねた元副大統領ヒューバート・H・ハンフリーのため、1977年に設置された。同職を設置するとの上院の決定は、上院に勤める元大統領及び副大統領は全員同職に就く資格を有するとした。1978年にハンフリーが死去してからは、同職を務める元大統領や元副大統領は現れなかった。2007年現在、存命中の大統領4名（ジミー・カーター、ジョージ・H・W・ブッシュ、ビル・クリントン、ジョージ・W・ブッシュ）及び存命中の副大統領4名（ウォルター・モンデール、ダン・クエール、アル・ゴア、ディック・チェイニー）が仮議長代理となる資格を有する。元副大統領ウォルター・モンデールが出馬して落選した2002年の上院選は、これが実現する可能性が高まったかに見えた唯一の時である。
仮議長が長期にわたって執務不能になった場合、現在の慣例は、仮議長が復職できるようになるまで職務を遂行するため、上院議員の中から終身仮議長代行ではなく仮議長代理を選出することになっている。仮議長ジョン・C・ステニスが病に罹ったため、ジョージ・J・ミッチェルが1987年から1988年まで仮議長代理となった。以来同職は空いたままである。現在までに同職に就いた上院議員は、ヒューバート・H・ハンフリーとジョージ・J・ミッチェルのみである。
同職は主として肩書だけの儀礼的なものかもしれないが、それでも同職には俸給が伴う。この称号を有する者が法に基づき受領する報酬は、仮議長、多数党院内総務、少数党院内総務に支払われる年俸の額に等しい 。

### 名誉仮議長

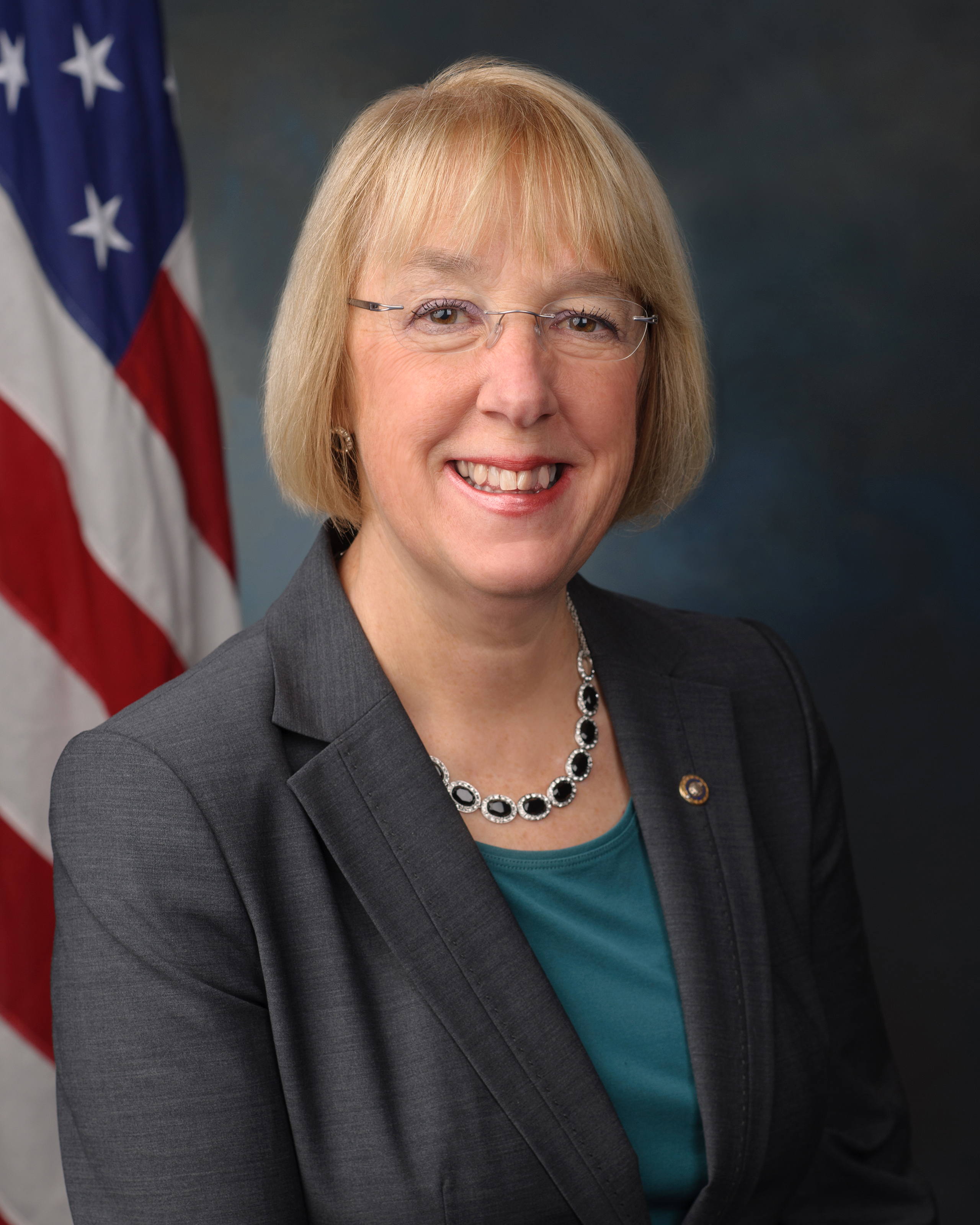
前仮議長・現名誉仮議長パティ・マレー（民主党、ワシントン州）

「名誉仮議長 (President pro tempore emeritus)」は2001年6月から設置されている名誉職であり、以前に仮議長を経験した上院少数党の議員に与えられる。現在は、民主党のパティ・マレーが、この称号を有している。
サウスカロライナ州のストロム・サーモンドは、名誉仮議長に選出された最初の人物である。民主党が上院で多数党に返り咲いた2001年に選出された。支配政党の交代に伴い、民主党員ロバート・バード（ウェスト・ヴァージニア州）は仮議長としてのサーモンドを交代させ、彼が1989年から1995年まで、そして2001年に短期間ながら占めていた地位を奪回した。サーモンドは、2003年1月3日に上院議員を引退するまで名誉仮議長を務めた。支配政党が再び交代（民主党から共和党へ）したことにより、サーモンドの引退と同時にバードが2番目の名誉仮議長となった。
名誉仮議長は公務を持たないが、手当と独自の職員与えられるのが例である。また、党指導部と緊密に働き、彼らに上院の職務について助言してきた。
党が多数党に返り咲けば、名誉仮議長も再び仮議長に戻ることができる。こうした事例は2007年1月4日（第110議会の会期冒頭）に起こった。支配政党が共和党から民主党に移ったとき、ロバート・バードはテッド・スティーヴンスから仮議長の地位を奪回し、スティーヴンスは第3代名誉仮議長となった。
テッド・スティーヴンスが2009年1月3日に上院議員を引退したため、2001年の設置以降初めて名誉仮議長がいなくなった。2019年に多数党が交代したさいに、パトリック・リーヒに代わって、チャック・グラスリーが仮議長となったため、リーヒが名誉仮議長となり、役職が復活した。

## 俸給
2006年度の仮議長の俸給は183,500ドルであり、上下両院の多数党院内総務及び少数党院内総務のそれと同額である。俸給は2008年1月に188,100ドルにまで増加した。副大統領職が欠けている場合、俸給は副大統領（221,000ドル）と同額になる。

## 大統領・副大統領となった仮議長
ジョン・タイラー、ウィリアム・キング、チャールズ・カーティスの3名は、仮議長を務めた後に副大統領候補の党指名を受け、当選している。このうちタイラーは、1841年4月4日にウィリアム・ヘンリー・ハリソン大統領が就任式典でひいた風邪をこじらせて在任31日で肺炎のため急死したことにともない大統領に昇格、アメリカにおける昇格大統領第1号となった。一方キングは1853年3月4日に副大統領となったときにはすでに末期結核で、その後副大統領としては一度も首都ワシントン入りすることなく在任45日で死去している。カーティスは1929年3月4日にハーバート・フーヴァー大統領の副大統領に就任して1期4年をつとめたが、再選をかけた次の選挙では大統領とともに落選している。